# Koirajärvi (Gällivare socken, Lappland, 743225-173547)
Koirajärvi är en sjö i Gällivare kommun i Lappland och ingår i Kalixälvens huvudavrinningsområde.